# Carl Friedrich von Stern

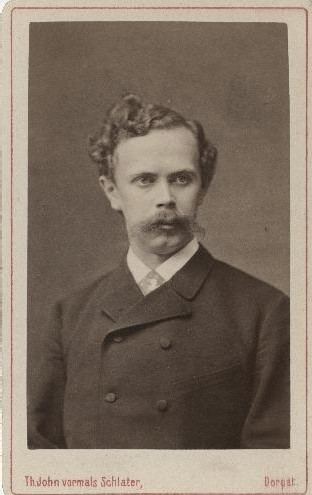
Carl Friedrich von Stern als Student in Dorpat

Carl Friedrich von Stern (* 18. Januar 1859 in Alt Salis in Livland; † 1. Februar 1944 in Posen) war ein deutschbaltischer Historiker, Bibliothekar und Journalist.

## Leben
Carl Friedrich von Stern war Sohn des Dichters und Gutsbesitzers Carl Walfried von Stern (1819–1874) und dessen Ehefrau Caroline von Patkul. Der Journalist Maurice Reinhold von Stern war ein jüngerer Bruder. Die Eltern zogen mit der Familie 1872 nach Dorpat. Nach dem Besuch des Gymnasiums in Dorpat von 1872 bis 1877 studierte er von 1878 bis 1879 zunächst Ökonomie und dann von 1879 bis 1884 Geschichte an der Kaiserlichen Universität Dorpat. Er war, wie auch schon sein Vater, Mitglied der Studentenverbindung Livonia. 1885 setzte er seine Studien in Berlin fort; 1886 schloss eine Auslandsreise an. 1886 kehrte er nach Dorpat zurück. Er nahm 1888 eine Tätigkeit als Hauslehrer bei der Familie von Tritthoff auf Gut Pöllküll (heute Gemeinde Padise, Estland) und 1889/1890 bei der Familie von Helmersen auf Neu-Woidoma in Livland (heute Uue-Võidu, Kreis Viljandi, Estland) auf.
Stern legte 1889 das Oberlehrerexamen ab, wurde 1890 Privatlehrer und 1890/1891 Geschichtslehrer am Privatgymnasium. Er legte 1891 sein Magisterexamen ab. 1894 und  1896 bis 1899 war von Stern Mitarbeiter der Universitätsbibliothek Dorpat. Daneben betreute er 1897 bis 1899 als Bibliothekar die Gelehrte Estnische Gesellschaft in Dorpat.
1895 führten ihn seine Studien nach Marburg. Er war von 1899 bis 1902 Mitherausgeber und Mitredakteur der Baltischen Monatsschriften. Von 1903 bis 1906 war er Angestellter der Livländischen Gemeinnützigen und Ökonomischen Sozietät in Dorpat. Von 1906 bis 1909 wechselte er als Mitredakteur zur Düna-Zeitung in Riga. Von 1910 bis 1921 war er Mitarbeiter des livländischen Katasteramtes und wurde 1920 zum Bibliothekar der Gesellschaft für die Geschichte und Altertumskunde zu Riga bestellt. In dieser Stellung verblieb er bis 1935.
Sein Nachfolger als Bibliothekar wurde Albert Bauer. Carl von Stern veröffentlichte bis 1937 in Publikationen des Herder-Institut Riga, an dem auch Leonid Arbusow als Historiker tätig war.
Mit der Vertreibung der Deutschen als Folge des Hitler-Stalin-Paktes 1939 zog ein Großteil des Personals des Herder-Instituts als Keimzelle an die Reichsuniversität Posen um. Auch Carl von Stern veröffentlichte nun in Posen in Arbusows Schriftenreihe Quellen und Forschungen zur baltischen Geschichte der Sammelstelle für baltendeutsches Kulturgut in Posen, in der bis 1944 fünf Hefte erschienen.

## Schriften
- Bartholomäus Ghotan in Stockholm und Moskau, nebst einer Abhandlung über die Anfänge der Buchdruckerei in Deutschlivland und Russland. Gläser, Lübeck 1902; auch enthalten in Wilhelm Gläser: Bruchstücke zur Kenntnis der Lübecker Erstdrucke von 1464 bis 1524 nebst Rückblicken in die spätere Zeit. Gläser, Lübeck 1903 (Digitalisat).
- Livlands Ostgrenze im Mittelalter vom Peipus bis zur Düna. Häcker, Riga 1924.
- Estnische Volkssagen / ins Deutsche übertragen von Carl von Stern (= Veröffentlichungen der Volkskundlichen Forschungsstelle am Herderinstitut zu Riga). Plates, Riga 1935.
- Der Vorwand zum grossen Russenkriege 1558. Bruhns, Riga 1936.
- Beiträge zur historischen Geographie des Ostbaltikums (= Abhandlungen der Herder-Gesellschaft und des Herder-Institutes zu Riga). Plates, Riga 1937.
- Die bischöfliche Embachfestung Oldenthorn und ihre verschiedenen Namen, Häcker, Posen 1942
- mit Leonid Arbusow: Die „Livländische Landesordnung“ von 1668. Ihre Entstehung und ihre Quellen, besonders die bauerrechtlichen. Häcker, Posen 1942.